# 10640 Varunkumar
10640 Varunkumar eller 1998 WU19 är en asteroid i huvudbältet som upptäcktes den 25 november 1998 av LINEAR i Socorro County, New Mexico. Den är uppkallad efter Varun Kumar.
Asteroiden har en diameter på ungefär 4 kilometer.